# Парапет
Парапе́т (фр. parapet, італ. parapetto, від parare — «захищати» і petto — «груди»):

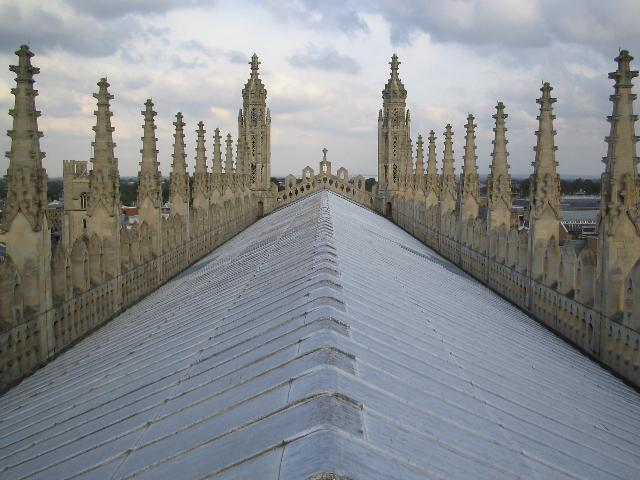
Майстерно зроблений парапет на похилій покрівлі.

Парапет на Південному березі Криму. Гаспра.

1. Невисока стінка, що захищає покрівлю будівлі, терасу, балкон, набережну, міст тощо[1]. Парапет часто служить постаментом для декоративних ваз і статуй.
2. Стінка, що розташовується на гребені греблі, мола , дамби тощо, і захищає його від розмиву хвилями. Парапетом називається також стінка, яка влаштовується в судноплавних шлюзах для огородження території, що примикає до камери.

Парапет — військова захисна стінка чи вал від куль — бруствер[джерело?].